# 3 prairial
3 floréal 3 messidor
Le tridi 3 prairial, officiellement dénommé jour du trèfle, est le 243e jour de l'année du calendrier républicain.
C'était généralement le 22e jour du mois de mai dans le calendrier grégorien.